# جيمي باور
جيمي باور (بالإنجليزية: Jimmy Bower)‏ هو طبال وعازف قيثارة وموسيقي أمريكي، ولد في 19 سبتمبر 1968 في الولايات المتحدة.

## وصلات خارجية
- جيمي باور على موقع IMDb (الإنجليزية)
- جيمي باور على موقع ميوزك برينز (الإنجليزية)
- جيمي باور على موقع أول ميوزيك (الإنجليزية)
- جيمي باور على موقع أول ميوزيك (الإنجليزية)
- جيمي باور على موقع ديسكوغز (الإنجليزية)